# Artediellus camchaticus
Artediellus camchaticus es una especie de pez del género Artediellus, familia Cottidae. Fue descrita científicamente por Gilbert & Burke en 1912.
Se distribuye por el Pacífico Noroccidental: Hokkaidō, Japón hasta el mar de Bering. La longitud total (TL) es de 16,5 centímetros con un peso máximo de 370 gramos. Puede alcanzar los 520 metros de profundidad.
Está clasificada como una especie marina inofensiva para el ser humano.